# Manfred Graus
Manfred Graus (* 5. Februar 1936 in Fraulautern, Saarland; † 15. Februar 2022 in Lauterbach) war ein deutscher Boxer. Er war Europameister der Amateure 1957 in Prag im Weltergewicht.

## Werdegang

### Amateurlaufbahn
Manfred Graus begann im Alter von 7 Jahren 1947 in Fraulautern mit dem Boxen. Als Spätstarter brauchte der Rechtsausleger, der Reklamemaler gelernt hatte, aber fast zehn Jahre, bis er zu ersten bemerkenswerten Erfolgen kam. 1956 wurde er saarländischer Meister im Weltergewicht und besiegte im Herbst 1956 in einem Vergleichskampf Saarland gegen Niedersachsen den deutschen Meister von 1956 im Weltergewicht Manfred Hass aus Misburg nach Punkten. Mit diesem Sieg war er auch dem deutschen Bundestrainer Oscar Sänger aufgefallen, der ihn im Februar 1957 beim Zweitstart der polnischen Nationalstaffel gegen die Bundesrepublik Deutschland in Frankfurt am Main einsetzte. Manfred Graus brachte dort das Kunststück fertig als Newcomer den erfahrenen zweifachen Europameister Leszek Drogosz (1953 und 1955) nach Punkten zu besiegen.
In der folgenden Qualifikation für die Europameisterschaft 1957 in Prag besiegte Manfred Graus in Düsseldorf zuerst Horst Gasper vom BR Düsseldorf und dann Karl-Heinz Johannpeter aus Hamm, den deutschen Vizemeister von 1956, nach Punkten und hatte sich damit das Startrecht für Prag erkämpft.
Auch in Prag war Manfred Graus nicht zu stoppen. Er besiegte dort im Achtelfinale den Italiener Parmeggiani, im Viertelfinale den Tschechoslowaken Rock und im Halbfinale den sowjetischen Meister Juri Gromow nach Punkten und schlug im Finale auch den Österreicher Leopold Potesil, der gegen ihn in der 3. Runde kampfunfähig aus dem Ring genommen werden musste. Mit diesem Sieg war Manfred Graus Europameister. Ein einzigartiger Erfolg, wenn man berücksichtigt, dass selbst in der engeren Boxerszene noch vor einem Jahr Manfred Graus niemand kannte.
Diese Erfolge von Manfred Graus hielten nicht sehr lange an. Bei der deutschen Meisterschaft 1957 fehlte er ebenso wie bei der deutschen Meisterschaft 1958. Er überzeugte aber noch in vier weiteren Länderkämpfen, die er bis 1959 als Amateur bestritt, in denen er vier starke Boxer aus den Ostblockstaaten Sowjetunion, Polen und Bulgarien besiegte, die damals schon in der Welt des Amateurboxens führend waren. Noch vor der Europameisterschaft der Amateure 1959 trat Manfred Graus zu den Berufsboxern über.
Länderkämpfe
- 1957 in Frankfurt am Main, Bundesrepublik Deutschland gegen Polen (Zweitstart)Punktsieger über Leszek Drogosz,
- 1957 in Hamburg, Bundesrepublik Deutschland gegen UdSSR, Punktsieger über Juri Gromow,
- 1958 in Łódź, Polen gegen Bundesrepublik Deutschland, Punktsieger über Lewandowski,
- 1958 in Karlsruhe, Bundesrepublik Deutschland gegen Bulgarien, Abbruchsieger 2. Runde über Geschew,
- 1959 in Essen, Bundesrepublik Deutschland gegen Polen, Punktsieger über Misiak

### Profilaufbahn
Seinen ersten Profikampf bestritt Manfred Graus am 13. März 1959 in Berlin und erzielte dort einen technischen K.-o.-Sieg in der 4. Runde über Gerhard Stachowitz. In seinem achten Kampf traf er in Wien auf Leo Potesil, seinen Konkurrenten von Prag 1967. Er unterlag in diesem Kampf in der 6. Runde durch Disqualifikation, weil ihm ein Tiefschlag unterlaufen war. Nach einigen weiteren Kämpfen, die er siegreich gestalten konnte, verlor Manfred Graus am 10. Januar 1961 in Berlin gegen Stefan Redl nach Punkten. Stefan Redl, ein Ungarndeutscher, hatte in den Vereinigten Staaten Karriere gemacht, war aber schon auf dem absteigenden Ast, als er Manfred Graus besiegte. Von diesem Zeitpunkt an war eigentlich klar, dass Manfred Graus als Profi keine großen Erfolge mehr haben würde.
Von 1962 bis 1965 war er inaktiv. 1966 versuchte er ein Comeback, verlor aber alle wichtigen Kämpfe, mit denen er sich durch Siege wieder in das Rampenlicht hätte bringen können. Z. B. am 23. August 1966 in Wolverhampton gegen den englischen Meister Wally Swift und am 19. Januar 1967 in Bologna gegen den italienischen Exweltmeister im Mittelgewicht Nino Benvenuti, der ihn in der 2. Runde k. o. schlug. 1967 verlor er auch gegen Sugar Boy Nando und Hans-Dieter Schwartz, den zukünftigen deutschen Meister im Mittelgewicht. Seinen letzten Kampf bestritt Manfred Graus am 17. November 1970 in Köln, bei dem er den Hamburger Klaus-Peter Tombers nach Punkten besiegte.